# Wallace Ramos
Wallace Ribeiro Ramos (Rio de Janeiro, 21 de janeiro de 1989) é um escritor, artista visual e astrólogo brasileiro.
Nascido na cidade do Rio de Janeiro, estudou cinema na Pontifícia Universidade Católica do Rio de Janeiro (PUC-RJ), onde escreveu e dirigiu a websérie Capim Mulambo (2012). No ano seguinte, participou de exposição no Museu de Arte Moderna, em Nova Iorque, com um livro de artista de sua autoria.
Trabalhou como arte-educador no Museu de Arte do Rio e ministrou oficinas no Centro Cultural Banco do Brasil. Em 2017, ingressou na Escola de Letras da Universidade Federal do Estado do Rio de Janeiro para estudar literatura brasileira e escreveu o romance fantástico Frontispício, publicado pelo selo Birrumba em 2019.
Desde 2017, escreve regularmente para o projeto Cartas do Cosmos. Em 2020, foi um dos autores convidados pelo Festival Mix Brasil de Cultura da Diversidade para falar sobre distopias queer brasileiras ao lado da escritora Luisa Geisler, durante o lançamento de uma nova edição do seu livro de estreia, Frontispício.

## Principais trabalhos
- 2012 - Capim Mulambo (websérie)
- 2013 / 2016 - Série de livros de artista[10]
- 2017 / atual - Cartas do Cosmos[8]
- 2019 - Frontispício (livro)[11]